# Chisosa baja
Chisosa baja là một loài nhện trong họ Pholcidae. Loài này được phát hiện ở México.